# Cserlaki járás

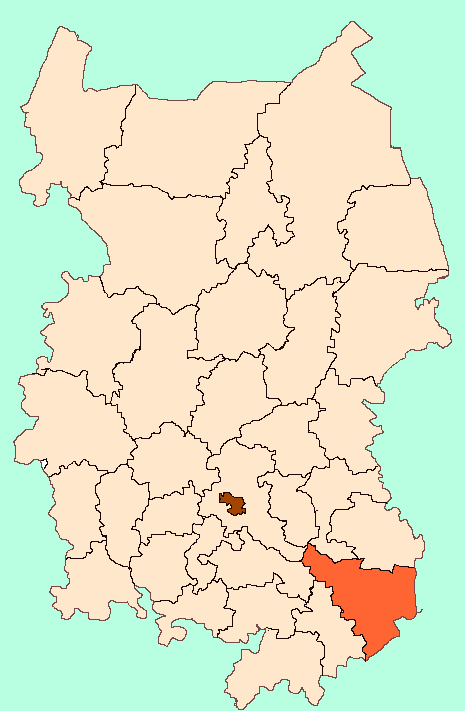
A Cserlaki járás az Omszki területen

A Cserlaki járás (oroszul Черлакский район) Oroszország egyik járása az Omszki területen. Székhelye Cserlak.

## Népesség
- 1989-ben 36 662 lakosa volt.
- 2002-ben 36 356 lakosa volt, melynek 75,6%-a orosz, 10,6%-a német, 5,6%-a kazah, 5,4%-a ukrán.
- 2010-ben 30 344 lakosa volt, melynek 84,65%-a orosz, 4,65%-a német, 4,59%-a kazah, 2,6%-a ukrán, 0,57%-a tatár.